# Regiobahn 1000
De 1000, ook wel Talent genoemd, is een dieseltreinstel, een zogenaamde lichtgewichttrein met lagevloerdeel voor het regionaal personenvervoer van de Regionale Bahngesellschaft Kaarst-Neuss-Düsseldorf-Erkrath-Mettmann-Wuppertal mbH (Regiobahn).

## Geschiedenis
De Talent is een normaalsporig treinstel volgens UIC normen door Alexander Neumeister in 1994 ontworpen. Na een bouwtijd van 7 maanden door Waggonfabrik Talbot te Aken werd het prototype in februari 1996 voorgesteld. Het acroniem Talent staat voor Talbot leichter Nahverkehrstriebwagen.
De Regiobahn GmbH, officieel: Regionale Bahngesellschaft Kaarst-Neuss-Düsseldorf-Erkrath-Mettmann-Wuppertal mbH is een private spoorwegonderneming met hoofdkantoor in Mettmann.
De aandelen zijn in bezit van:
- 35% Stadt Düsseldorf
- 20,0% Kreis Mettmann
- 11,8% Rhein-Kreis Neuss
- 11,6% Stadtwerke Neuss
- 11,6% Stadt Kaarst
- 10,0% Stadtwerke Wuppertal

## Constructie en techniek
Het treinstel is opgebouwd uit een aluminium frame. Typerend aan dit treinstel is door de toepassing van Scharfenbergkoppeling met het grote voorruit. De treinen werden geleverd als tweedelig dieseltreinstel met mechanische transmissie. De trein heeft een lagevloerdeel. Deze treinen kunnen tot drie stuks gecombineerd rijden. De treinen zijn uitgerust met luchtvering.

## Treindiensten
De treinen worden door Regiobahn op ingezet het volgend traject.
- Mettmann - Erkrath
- Düsseldorf - Neuss - Kaarst
- Düsseldorf-Gerresheim - Neuss Hbf